# Alfredo Calderón Rosales
Alfredo Andrés Calderón Rosales (Limache, Chile, 2 de febrero de 1986) es un futbolista chileno. Juega de delantero en el club Curacaví FC de la Tercera División B de Chile.

## Carrera
Debutó en 2005 en Coquimbo Unido y jugó ahí hasta 2007 cuando fue enviado a mitad de temporada en préstamo a Deportes Ovalle, club de la Tercera División A de Chile.
En Ovalle convirtió 10 goles llegando a la semifinal de los play-offs de ese año. Finalizado el torneo, es elegido el mejor jugador de la tercera división ese año.
En el 2008 regresa a Coquimbo Unido para jugar esta vez en la Primera B. Durante el 2008 convirtió varios goles, sorprendiendo al ser suplente. Cabe mencionar que junto con su equipo logró ganar el campeonato de Clausura de la Primera B pero no llegó a obtener el ascenso a primera división.
Gracias a su buena campaña durante el 2008 el técnico Jorge Aravena se fija en él y lo ficha para jugar en Santiago Wanderers durante la temporada 2009 con el objeto de alcanzar el preciado ascenso a Primera División (objetivo que finalmente alcanzarían). El 1 de diciembre de 2008 es presentado en la sede de su nuevo club junto a otros nuevos jugadores. Su primer encuentro con las redes defendiendo los colores del decano fue en el debut del equipo en el Torneo de Apertura de la Primera B donde anotó el gol del empate definitivo.
Luego de salir de Santiago Wanderers el año 2010, y tras un año de inactividad, ficha por San Luis de Quillota para la temporada 2012. Luego de 6 meses en San Luis parte rumbo al sur para fichar por el elenco dirigido por Nelson Cossio, Lota Schwager.

## Clubes
| Club                       | País      | Temporadas |
| -------------------------- | --------- | ---------- |
| Coquimbo Unido             | Chile     | 2005-2008  |
| → Deportes Ovalle (cedido) | Chile     | 2007       |
| Santiago Wanderers         | Chile     | 2009-2010  |
| San Luis                   | Chile     | 2012       |
| Lota Schwager              | Chile     | 2012       |
| Racing de Olavarría        | Argentina | 2013-2015  |
| Deportes Valdivia          | Chile     | 2015       |
| Lota Schwager              | Chile     | 2016-2017  |
| Deportes Pintana           | Chile     | 2017       |

## Títulos

### Nacionales
| Título    | Club           | País  | Año    |
| --------- | -------------- | ----- | ------ |
| Primera B | Coquimbo Unido | Chile | 2008-C |

### Distinciones individuales
| Distinción                         | Año  |
| ---------------------------------- | ---- |
| "Mejor Jugador" - Tercera División | 2007 |